# NGC 2595
NGC 2595 è una vasta galassia a spirale (barrata?) situata nella costellazione del Cancro, a una distanza di circa 220 milioni di anni luce dalla nostra Via Lattea.

## Scoperta
La galassia è stata scoperta l'11 gennaio 1787 dall'astronomo britannico di origine tedesca William Herschel.

## Descrizione
NGC 2595 ha una classe di luminosità III e presenta una larga riga a 21 cm dell'idrogeno neutro.
Data la sua luminosità superficiale pari a 14,51, NGC 2595 può essere classificata come una galassia a bassa luminosità superficiale (nella letteratura in lingua inglese abbreviata in LSB, acronimo di Low Surface Brightness). Le galassie LSB sono galassie di tipo diffuso (D) con una luminosità superficiale inferiore di almeno una magnitudine a quella del cielo notturno circostante.

## Morfologia
Seligman e Wolfgang Steinicke classificano NGC 2595 come galassia a spirale barrata (SBc), anche se le recenti immagini ottenute dall'indagine SDSS non mostrano evidenza della barra centrale.
Le osservazioni effettuate dal Telescopio spaziale Hubble hanno permesso di rilevare attorno al nucleo della galassia, la presenza di un disco dove è attivo il processo di formazione stellare.

## Supernova
L'11 febbraio 1999, all'interno di NGC 2595 è stata scoperta la supernova SN 1999aa dall'astronomo amatoriale britannico Ron Arbour e dall'astronomo giapponese Reiki Kushida nel corso del programma di ricerca di supernove dell'Osservatorio astronomico di Pechino (BAO). La supernova è stata classificata di tipo Ia-pec.

## Gruppo di NGC 2595
NGC 2595 è la galassia più vasta di un gruppo che porta il suo nome. Il Gruppo di NGC 2595 comprende almeno una decina di galassie, tra cui NGC 2582 e NGC 2598.